# Natti Natasha

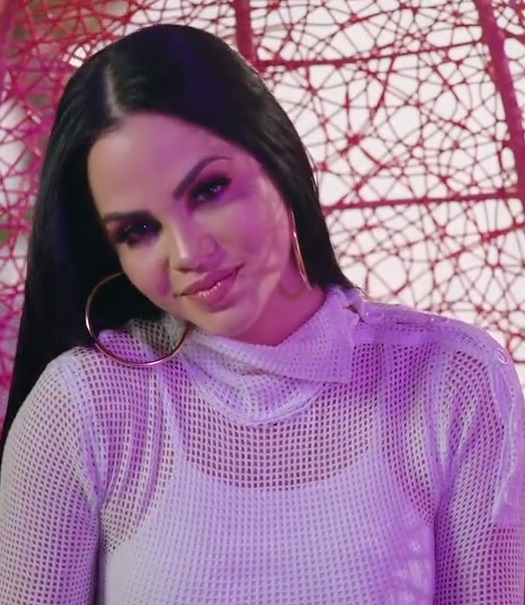
Natti Natasha (2019)

Natti Natasha (* 10. Dezember 1986 in Santiago de los Caballeros; eigentlich Natalia Alexandra Gutiérrez Batista) ist eine Reggaeton- und Latin-Pop-Sängerin aus der Dominikanischen Republik.

## Biografie
Natalia Gutiérrez wuchs in Santiago de los Caballeros, der zweitgrößten Stadt der Dominikanischen Republik, auf. Als Kind sang sie in der Kirche und ging auf eine künstlerische Schule. Mit 14 begann sie Songs aufzunehmen und an Wettbewerben und Shows teilzunehmen. Mit ein paar Freundinnen gründete sie die Band D’style und trat in der gesamten Region auf. Dabei traf sie einen Produzent und Talentsucher von Don Omars Label Orfanato. Sie machte Probeaufnahmen für ein Musikprojekt und wurde nach New York eingeladen. Nachdem Don Omar selbst sie kennengelernt hatte, wurde er zu ihrem Förderer. Die erste gemeinsame Aufnahme Dutty Love wurde 2012 gleich zu einem großen Hit in Lateinamerika.
Im selben Jahr veröffentlichte sie auch ihr erstes Album All About Me, das aber erfolglos blieb. Dafür hatte sie in den nächsten Jahren weitere Hits in Südamerika mit Don Omar und Farruko. Perdido en tus ojos wurde auch ein internationaler YouTube-Hit und weckte auch das Interesse anderer Latin-Musiker an einer Zusammenarbeit. Otra cosa mit Daddy Yankee war 2017 ihr erster Hit in den US-amerikanischen Latin-Charts. Der ganz große internationale Durchbruch kam aber im selben Jahr mit Criminal, dass sie zusammen mit Ozuna aufnahm. Es kam in zahlreichen Ländern in die Charts und in Spanien stand es sogar drei Wochen auf Platz 1. In den USA kam es in die Hot 100 und wurde mit 15× Platin im Latin-Bereich ausgezeichnet. Nach zwei kleineren Erfolgen mit Bad Bunny bzw. R.K.M & Ken-Y folgte im Frühjahr 2018 ein weiterer großer Hit.
Am 20. April 2021 erschien mit Ram pam pam zum dritten Mal eine Kollaboration zwischen ihr und Becky G als Single. Zum ersten Mal arbeiteten die beiden für ihre gemeinsam Single Sin pijama zusammen. Das Lied erschien erstmals am 20. April 2018 als Single und erreichte die Chartspitze in Spanien sowie weitere Chartplatzierungen in der Schweiz und den Vereinigten Staaten. Die Single erhielt unter anderem 38 Platin-Schallplatten für „Latin“-Produkte in den Vereinigten Staaten, womit sie sich alleine dort über 2,2 Millionen Mal verkaufte. Eine Woche nach der Veröffentlichung von Sin pijama erschien mit Dura (Remix) die nächste Singleauskopplung von Becky G und Natasha am 27. April 2018. Dabei handelt es sich um einen Gastbeitrag, wobei sie zusammen mit Bad Bunny Daddy Yankee unterstützen, von dem das Original stammt. Die Verkäufe des Remix werden denen des Originals hinzuaddiert, wodurch dieser keine eigenständigen Chartplatzierungen erzielen konnte. Das Original avancierte unter anderem zum Nummer-eins-Hit in Spanien. Am 7. September 2021 erschien für den deutschsprachigen Raum ein Remix zu Ram pam pam mit Vanessa Mai.

## Diskografie

### Alben
| Jahr | Titel Musiklabel                            | Höchstplatzierung, Gesamtwochen, AuszeichnungChartplatzierungen (Jahr, Titel, Musiklabel, Platzierungen, Wochen, Auszeichnungen, Anmerkungen) | Höchstplatzierung, Gesamtwochen, AuszeichnungChartplatzierungen (Jahr, Titel, Musiklabel, Platzierungen, Wochen, Auszeichnungen, Anmerkungen) | Höchstplatzierung, Gesamtwochen, AuszeichnungChartplatzierungen (Jahr, Titel, Musiklabel, Platzierungen, Wochen, Auszeichnungen, Anmerkungen) | Höchstplatzierung, Gesamtwochen, AuszeichnungChartplatzierungen (Jahr, Titel, Musiklabel, Platzierungen, Wochen, Auszeichnungen, Anmerkungen) | Höchstplatzierung, Gesamtwochen, AuszeichnungChartplatzierungen (Jahr, Titel, Musiklabel, Platzierungen, Wochen, Auszeichnungen, Anmerkungen) | Anmerkungen                                                 |
| Jahr | Titel Musiklabel                            | DE | CH | US | Latin | ES | Anmerkungen                                                 |
| ---- | ------------------------------------------- | --- | --- | --- | --- | --- | ----------------------------------------------------------- |
| 2012 | All About Me Orfanato Music Group           | — | — | — | — | — | Erstveröffentlichung: 28. März 2012                         |
| 2019 | ilumiNATTI Pina Records (SME)               | — | — | US149 (1 Wo.)US | Latin3 Platin · (75 Wo.)Latin | — | Erstveröffentlichung: 15. Januar 2019 Verkäufe: + 60.000    |
| 2021 | Nattividad Pina Records (SME)               | — | — | — | Latin14 Gold · (6 Wo.)Latin | ES36 (5 Wo.)ES | Erstveröffentlichung: 24. September 2021 Verkäufe: + 30.000 |
| 2023 | Nasty Singles Pina Records (SME)            | — | — | — | Latin— GoldLatin | — | Erstveröffentlichung: 7. Dezember 2023 Verkäufe: + 30.000   |
| 2025 | Natti Natasha en Amargue Pina Records (SME) | — | — | — | — | — | Erstveröffentlichung: 7. Februar 2025                       |

### Singles
| Jahr | Titel Album                        | Höchstplatzierung, Gesamtwochen, AuszeichnungChartplatzierungen (Jahr, Titel, Album, Platzierungen, Wochen, Auszeichnungen, Anmerkungen) | Höchstplatzierung, Gesamtwochen, AuszeichnungChartplatzierungen (Jahr, Titel, Album, Platzierungen, Wochen, Auszeichnungen, Anmerkungen) | Höchstplatzierung, Gesamtwochen, AuszeichnungChartplatzierungen (Jahr, Titel, Album, Platzierungen, Wochen, Auszeichnungen, Anmerkungen) | Höchstplatzierung, Gesamtwochen, AuszeichnungChartplatzierungen (Jahr, Titel, Album, Platzierungen, Wochen, Auszeichnungen, Anmerkungen) | Höchstplatzierung, Gesamtwochen, AuszeichnungChartplatzierungen (Jahr, Titel, Album, Platzierungen, Wochen, Auszeichnungen, Anmerkungen) | Anmerkungen                                                                                              |
| Jahr | Titel Album                        | DE | CH | US | Latin | ES | Anmerkungen                                                                                              |
| --- | ---------------------------------- | --- | --- | --- | --- | --- | --- |
| 2016 | Otra cosa –                        | — | — | — | Latin21 (17 Wo.)Latin | — | Erstveröffentlichung: 8. Dezember 2016 mit Daddy Yankee                                                  |
| 2017 | Criminal –                         | — | CH91 (7 Wo.)CH | US95 (3 Wo.)US | Latin5 ×5Diamant + Fünffachplatin · (28 Wo.)Latin                                                                                        | ES1 ×5Fünffachplatin · (50 Wo.)ES | Erstveröffentlichung: 1. September 2017 Verkäufe: + 1.500.000; mit Ozuna                                 |
| 2018 | Amantes de una noche –             | — | — | — | Latin25 ×2Doppelplatin · (17 Wo.)Latin                                                                                                   | ES48 Platin · (16 Wo.)ES | Erstveröffentlichung: 12. Januar 2018 Verkäufe: + 180.000; mit Bad Bunny                                 |
| 2018 | Tonta –                            | — | — | — | Latin31 (13 Wo.)Latin | — | Erstveröffentlichung: 10. Februar 2018 mit RKM & Ken-Y                                                   |
| 2018 | No me acuerdo Valiente             | — | — | — | Latin14 ×4Diamant + Vierfachplatin · (20 Wo.)Latin                                                                                       | ES5 ×3Dreifachplatin · (39 Wo.)ES | Erstveröffentlichung: 1. Juni 2018 Verkäufe: + 1.060.000; mit Thalía                                     |
| 2018 | Quién sabe ilumiNATTI              | — | — | — | Latin36 (14 Wo.)Latin | — | Erstveröffentlichung: 22. Juni 2018                                                                      |
| 2018 | Me gusta ilumiNATTI                | — | — | — | Latin13 (20 Wo.)Latin | ES— GoldES | Erstveröffentlichung: 2. Dezember 2018 Verkäufe: + 30.000                                                |
| 2019 | La mejor version de mi ilumiNATTI  | — | — | — | Latin10 ×3×6Dreifachplatin + Sechsfachplatin (Remix) · (23 Wo.)Latin                                                                     | ES89 ×2Doppelplatin · (1 Wo.)ES | Erstveröffentlichung: 11. Februar 2019 Verkäufe: + 660.000; Remix mit Romeo Santos                       |
| 2020 | Viene y va! –                      | — | — | — | Latin— GoldLatin | ES25 Gold · (7 Wo.)ES | Erstveröffentlichung: 23. Januar 2020 Verkäufe: + 60.000; mit C. Tangana                                 |
| 2020 | Despacio –                         | — | — | — | Latin39 (8 Wo.)Latin | ES64 (3 Wo.)ES | Erstveröffentlichung: 17. Februar 2020 mit Nicky Jam, Myke Towers, Manuel Turizo, DJ Luian & Mambo Kingz |
| 2020 | Que mal te fue –                   | — | — | — | Latin18 (17 Wo.)Latin | ES84 (2 Wo.)ES | Erstveröffentlichung: 1. Juni 2020                                                                       |
| 2020 | Que mal te fue (Remix) Nattividad  | — | — | — | — | ES90 (1 Wo.)ES | Erstveröffentlichung: 8. Oktober 2020 mit Justin Quiles & Miky Woodz                                     |
| 2020 | Diosa (Remix) –                    | — | — | — | Latin— GoldLatin | ES35 (3 Wo.)ES | Erstveröffentlichung: 28. Oktober 2020 mit Myke Towers & Anuel AA                                        |
| 2021 | Antes que salga el sol Nattividad  | — | — | — | Latin19 Platin · (15 Wo.)Latin | ES86 (1 Wo.)ES | Erstveröffentlichung: 14. Januar 2021 feat. Prince Royce                                                 |
| 2021 | Las nenas Nattividad               | — | — | — | Latin— PlatinLatin | ES21 Platin · (16 Wo.)ES | Erstveröffentlichung: 4. März 2021 mit Cazzu, Farina & La Duraca                                         |
| 2021 | Ram pam pam Nattividad             | — | — | — | Latin12 ×4Vierfachplatin · (20 Wo.)Latin                                                                                                 | ES16 ×2Doppelplatin · (25 Wo.)ES | Erstveröffentlichung: 20. April 2021 mit Becky G                                                         |
| 2021 | Imposible Amor Nattividad          | — | — | — | Latin34 (1 Wo.)Latin | — | Erstveröffentlichung: 23. September 2021 feat. Maluma                                                    |
| 2022 | !WOW BB! Nasty Singles             | — | — | — | Latin27 Platin · (10 Wo.)Latin | — | Erstveröffentlichung: 24. Februar 2022 mit Chimbala & El Alfa                                            |
| 2022 | Mayor Que Usted Nasty Singles      | — | — | — | Latin29 Platin · (19 Wo.)Latin | ES— GoldES | Erstveröffentlichung: 16. Juni 2022 mit Daddy Yankee & Wisin & Yandel                                    |
| Folgende Lieder erschienen nicht als Single, wurden aber durch das Album zum Download und Streaming bereitgestellt und konnten somit eine Platzierung erlangen: |                                    | | | | | | |
| |                                    | | | | | | |
| 2025 | Desde Hoy Natti Natasha en Amargue | — | — | — | Latin45 (2 Wo.)Latin | — | |

Weitere Singles
- 2018: Buena vida (mit Daddy Yankee)
- 2018: Lamento tu pérdida
- 2019: Pa’ mala yo
- 2019: Oh Daddy
- 2019: Soy Mía (mit Kany Garcia)
- 2020: Honey Boo (mit CNCO)

### Gastbeiträge
| Jahr | Titel Album                                       | Höchstplatzierung, Gesamtwochen, AuszeichnungChartplatzierungen (Jahr, Titel, Album, Platzierungen, Wochen, Auszeichnungen, Anmerkungen) | Höchstplatzierung, Gesamtwochen, AuszeichnungChartplatzierungen (Jahr, Titel, Album, Platzierungen, Wochen, Auszeichnungen, Anmerkungen) | Höchstplatzierung, Gesamtwochen, AuszeichnungChartplatzierungen (Jahr, Titel, Album, Platzierungen, Wochen, Auszeichnungen, Anmerkungen) | Höchstplatzierung, Gesamtwochen, AuszeichnungChartplatzierungen (Jahr, Titel, Album, Platzierungen, Wochen, Auszeichnungen, Anmerkungen) | Höchstplatzierung, Gesamtwochen, AuszeichnungChartplatzierungen (Jahr, Titel, Album, Platzierungen, Wochen, Auszeichnungen, Anmerkungen) | Höchstplatzierung, Gesamtwochen, AuszeichnungChartplatzierungen (Jahr, Titel, Album, Platzierungen, Wochen, Auszeichnungen, Anmerkungen) | Anmerkungen |
| Jahr | Titel Album                                       | DE | AT | CH | US | Latin | ES | Anmerkungen |
| --- | ------------------------------------------------- | --- | --- | --- | --- | --- | --- | --- |
| 2012 | Dutty Love Don Omar presents MTO²: New Generation | — | — | — | — | Latin1 (50 Wo.)Latin | ES— PlatinES | Erstveröffentlichung: 9. März 2012 Don Omar feat. Natti Natasha Verkäufe: + 60.000                                                             |
| 2015 | Perdido en tus ojos The Last Don II               | — | — | — | — | Latin13 (26 Wo.)Latin | ES22 Platin · (38 Wo.)ES | Erstveröffentlichung: 23. März 2015 Verkäufe: + 40.000; Don Omar feat. Natti Natasha                                                           |
| 2018 | Sin pijama Mala Santa                             | — | — | CH33 Gold · (17 Wo.)CH | US70 (12 Wo.)US | Latin4 ×3×8Dreifachdiamant + Achtfachplatin · (28 Wo.)Latin                                                                              | ES1 ×6Sechsfachplatin · (59 Wo.)ES | Erstveröffentlichung: 20. April 2018 Verkäufe: + 3.535.000; Becky G feat. Natti Natasha                                                        |
| 2018 | Justicia Intruso                                  | — | — | — | — | Latin21 ×6Sechsfachplatin · (16 Wo.)Latin                                                                                                | — | Erstveröffentlichung: 13. Juli 2018 Verkäufe: + 360.000; Silvestre Dangond feat. Natti Natasha                                                 |
| 2019 | No lo trates Libertad 548                         | — | — | CH74 (1 Wo.)CH | — | Latin15 Diamant + Platin · (26 Wo.)Latin                                                                                                 | ES60 Gold · (9 Wo.)ES | Erstveröffentlichung: 19. April 2019 Verkäufe: + 690.000; Pitbull feat. Daddy Yankee & Natti Natasha                                           |
| 2019 | Runaway Dharma                                    | — | — | CH96 (1 Wo.)CH | — | Latin12 ×7Siebenfachplatin · (17 Wo.)Latin                                                                                               | ES29 Platin · (14 Wo.)ES | Erstveröffentlichung: 21. Juni 2019 Verkäufe: + 1.171.000; Sebastián Yatra feat. Daddy Yankee, Jonas Brothers & Natti Natasha                  |
| 2019 | Instagram –                                       | DE29 Gold · (18 Wo.)DE | AT42 (12 Wo.)AT | CH53 Gold · (16 Wo.)CH | — | — | ES63 Platin · (7 Wo.)ES | Erstveröffentlichung: 5. Juli 2019 Verkäufe: + 650.000; Dimitri Vegas & Like Mike, David Guetta & Daddy Yankee feat. Afro Bros & Natti Natasha |
| 2019 | Bellaquita (Remix) Modo Avión                     | — | — | — | — | Latin— ×8AchtfachplatinLatin | ES26 Platin · (15 Wo.)ES | Erstveröffentlichung: 6. September 2019 Verkäufe: + 540.000; Dalex feat. Lenny Tavárez, Anitta, Natti Natasha, Farruko & Justin Quiles         |
| 2020 | Fantasías (Remix) –                               | — | — | — | — | — | ES16 Platin · (16 Wo.)ES | Erstveröffentlichung: 6. März 2020 Verkäufe: + 130.000; Rauw Alejandro feat. Anuel AA, Natti Natasha, Farruko & lunay                          |
| 2020 | Loco (Remix) –                                    | — | — | — | — | Latin— ×4VierfachplatinLatin | ES48 Gold · (10 Wo.)ES | Erstveröffentlichung: 24. April 2020 Verkäufe: + 270.000; Beéle feat. Farruko, Natti Natasha & Manuel Turizo                                   |
| 2020 | Ayer me llamo mi ex (Remix) –                     | — | — | — | — | Latin33 (9 Wo.)Latin | — | Erstveröffentlichung: 5. November 2020 Khea & Lenny Santos feat. Natti Natasha & Prince Royce                                                  |
| Folgende Lieder erschienen nicht als Single, wurden aber durch das Album zum Download und Streaming bereitgestellt und konnten somit eine Platzierung erlangen: |                                                   | | | | | | | |
| |                                                   | | | | | | | |
| 2018 | Sigueme los pasos Aura                            | — | — | — | — | Latin37 (1 Wo.)Latin | ES99 (1 Wo.)ES | Ozuna feat. J Balvin & Natti Natasha |
| 2022 | Zona del perreo Legendaddy                        | — | — | — | — | Latin32 (1 Wo.)Latin | ES73 (1 Wo.)ES | Daddy Yankee feat. Natti Natasha & Becky G |

Weitere Gastbeiträge
- 2013: Crazy in Love (Farruko feat. Natti Natasha)
- 2019: DJ no pare (Remix) (Justin Quiles feat. Natti Natasha, Farruko, Zion, Dalex & Lenny Tavarez; US: Platin (Latin))
- 2022: Yummy Yummy Love (Momoland feat. Natti Natasha)

## Auszeichnungen für Musikverkäufe
| Goldene Schallplatte - Chile - 2019: für die Single Runaway - Frankreich - 2020: für die Single Sin pijama - 2020: für die Single Instagram - Italien - 2020: für die Single Instagram - 2021: für die Single Ram pam pam - Kolumbien - 2021: für die Single Ram pam pam - Mexiko - 2022: für die Single Soy Mía - 2024: für die Single Honey Boo - 2024: für die Single Mayor Que Usted - Portugal - 2018: für die Single Sin pijama - 2022: für die Single Instagram - Spanien - 2024: für das Lied Diablo en Mujer - Venezuela - 2019: für die Single Runaway | Platin-Schallplatte - Brasilien - 2024: für die Single No me acuerdo - 2024: für die Single Runaway - Chile - 2020: für die Single DJ no pare (Remix) - Frankreich - 2024: für die Single Criminal - Italien - 2019: für die Single Sin pijama - Mexiko - 2021: für die Single Instagram - 2022: für die Single Oh Daddy - 2023: für die Single No me acuerdo - Polen - 2020: für die Single Instagram - 2024: für die Single Sin pijama - Zentralamerika - 2022: für die Single Runaway - 2022: für die Single Ram pam pam 3× Goldene Schallplatte - Mexiko - 2021: für die Single Fantasías (Remix) - 2023: für die Single Ram pam pam | 2× Platin-Schallplatte - Belgien - 2020: für die Single Instagram - Brasilien - 2021: für die Single Sin pijama - Italien - 2019: für die Single Criminal - Mexiko - 2022: für die Single Runaway 3× Platin-Schallplatte - Ecuador - 2022: für die Single Runaway - Kolumbien - 2019: für die Single Runaway - Peru - 2019: für die Single Runaway Diamantene Schallplatte - Mexiko - 2022: für die Single Runaway - 2023: für die Single No me acuerdo 2× Diamantene Schallplatte - Mexiko - 2025: für die Single Sin pijama |

Anmerkung: Auszeichnungen in Ländern aus den Charttabellen bzw. Chartboxen sind in ebendiesen zu finden.
| Land/RegionAuszeichnungen für Musikverkäufe (Land/Region, Auszeichnungen, Verkäufe, Quellen) | Gold       | Platin         | Diamant       | Verkäufe  | Quellen                 |
| -------------------------------------------------------------------------------------------- | ---------- | -------------- | ------------- | --------- | ----------------------- |
| Belgien (BRMA)                                                                               | —          | 2× Platin2     | —             | 80.000    | ultratop.be             |
| Brasilien (PMB)                                                                              | —          | 4× Platin4     | —             | 160.000   | pro-musicabr.org.br BR2 |
| Chile (IFPI)                                                                                 | Gold1      | Platin1        | —             | 260.000   | profovi.cl              |
| Deutschland (BVMI)                                                                           | Gold1      | —              | —             | 200.000   | musikindustrie.de       |
| Ecuador (SOPROFON)                                                                           | —          | 3× Platin3     | —             | 18.000    | Einzelnachweise         |
| Frankreich (SNEP)                                                                            | 2× Gold2   | Platin1        | —             | 400.000   | snepmusique.com FR2     |
| Italien (FIMI)                                                                               | 2× Gold2   | 3× Platin3     | —             | 220.000   | fimi.it                 |
| Kolumbien (ASINCOL)                                                                          | Gold1      | 3× Platin3     | —             | 65.000    | Einzelnachweise         |
| Mexiko (AMPROFON)                                                                            | 5× Gold5   | 7× Platin7     | 4× Diamant4   | 1.930.000 | amprofon.com.mx         |
| Peru (UNIMPRO)                                                                               | —          | 3× Platin3     | —             | 18.000    | Einzelnachweise         |
| Polen (ZPAV)                                                                                 | —          | 2× Platin2     | —             | 70.000    | olis.pl                 |
| Portugal (AFP)                                                                               | 2× Gold2   | —              | —             | 10.000    | Einzelnachweise         |
| Schweiz (IFPI)                                                                               | 2× Gold2   | —              | —             | 20.000    | hitparade.ch            |
| Spanien (Promusicae)                                                                         | 7× Gold7   | 26× Platin26   | —             | 1.670.000 | elportaldemusica.es     |
| Venezuela (APFV)                                                                             | Gold1      | —              | —             | 5.000     | Einzelnachweise         |
| Vereinigte Staaten (RIAA)                                                                    | 3× Gold3   | 64× Platin64   | 6× Diamant6   | 7.530.000 | riaa.com                |
| Zentralamerika (CFC)                                                                         | —          | 2× Platin2     | —             | 140.000   | cfc-musica.com          |
| Insgesamt                                                                                    | 27× Gold27 | 121× Platin121 | 10× Diamant10 |           |                         |